# Sint Eustatius
Sint Eustatius (lokalnie Statia) – wyspa i gmina zamorska (openbaar lichaam / public body) w Ameryce Północnej, w Holandii Karaibskiej należąca do Holandii, na Morzu Karaibskim, wchodząca w skład Wysp Nawietrznych. Wchodzi w skład grupy wysp BES oraz wysp SSS, należących do archipelagu Małych Antyli. Stolicą jest Oranjestad. Nie należy do strefy Schengen, ani do Unii Europejskiej. Językiem oficjalnym wyspy jest niderlandzki, lecz głównym używanym jest język angielski, który od 2014 r. służy jako język nauczania w szkołach. Język niderlandzki nauczany jest w szkołach jako język obcy.
Nazwa wyspy pochodzi od św. Eustachego.

## Historia
Wyspa została odkryta przez Krzysztofa Kolumba w listopadzie 1493 roku, podczas swojej drugiej wyprawy. W 1636 roku skolonizowali ją koloniści z Zelandii. Od roku 1678 Sint Eustatius znalazła się pod bezpośrednim panowaniem Holenderskiej Kompanii Wschodnioindyjskiej. W czasach kolonialnych, ta niewielka wyspa dla Holandii odgrywała duże znaczenie w uprawie trzciny cukrowej, bawełny oraz tabaki. Wyspa przez stulecia 22 razy zmieniała właścicieli, była pod panowaniem nie tylko holenderskim, ale i angielskim, francuskim oraz brytyjskim. Jednak od 1816 roku posiadłość ta ponownie znalazła się pod administracją Holandii.
W 1739 r. otworzono na wyspie synagogę Honen Dalim, jako jedną z pierwszych w Ameryce.
Na podstawie reformy konstytucyjnej Królestwa Niderlandów, 10 października 2010 Antyle Holenderskie przestały istnieć, a Sint Eustatius stała się holenderską gminą zamorską, która będzie mogła zostać włączona, jeśli sobie tego zażyczy, do Unii Europejskiej jako jej obszar specjalny.
1 stycznia 2011 r. dolar amerykański zastąpił guldena, jako oficjalny środek płatniczy na wyspie.

## Geografia
Sint Eustatius należy do antylskiego łuku wulkanicznego, a jej rzeźba ma górzysty charakter. Najwyższym wzniesieniem jest wulkan The Quill o wysokości 602 m n.p.m. Wyspa leży w strefie klimatu równikowego, modelowanego przez pasaty. Wyspę porasta subtropikalna i tropikalna roślinność, z fragmentami lasów tropikalnych. W pobliżu Sint Eustatius są rafy koralowe. Wyspa należy do antylskiej krainy neotropikalnej.

## Demografia
Powierzchnia Sint Eustatius wynosi 21,00 km². 1 stycznia 2024 r. wyspa liczyła 3204 mieszkańców.  

### Narodowości
78,1% mieszkańców wyspy to Holendrzy (1 stycznia 2024).
| Kontynent | Liczba |
| --------- | ------ |
| Afryka    | 11     |
| Ameryka   | 2870   |
| Azja      | 76     |
| Europa    | 247    |
| Oceania   | 0      |

### Polacy
Na Sint Eustatius nie mieszka żaden Polak.

## Podział demograficzny
Sint Eustatius posiada jedno miasto (kern), będące największą miejscowością wyspy, oraz jedenaście osad (buurt):
| Nazwa               | Liczba mieszkańców 1 stycznia 2024 |
| ------------------- | ---------------------------------- |
| Bay Brow            | 227                                |
| Chapel Piece        | 112                                |
| Cherry Tree         | 260                                |
| Concordia           | 252                                |
| Golden Rock         | 331                                |
| Jeems               | 143                                |
| Mansion             | 177                                |
| Mountain District   | 240                                |
| Oranjestad, stolica | 443                                |
| Princess Garden     | 385                                |
| Union               | 390                                |
| Wilton Farm         | 244                                |

## Przyroda
Na wyspie znajdują się dwa parki narodowe:
- Quill/Boven National Park założony w 1997 r. o pow. 5,4 km²
- Sint Eustatius National Marine Park założony w 1996 r. o pow. 27,5 km².

Ponadto w roku 1998 otworzono ogród botaniczny Miriam C. Schmidt Botanical Garden.

## Gospodarka
W XVIII w. wyspa była znaczącym centrum handlu Holandii. Rząd w ostatnim czasie stawia na ekoturystykę. Największa prywatna firma na wyspie zajmuje się handlem ropą naftową.
W 2016 r. wybudowano na Sint Eustatius elektrownię słoneczną.

## Turystyka
Turyści przybywający na wyspę w 2023 r.:
| Kraj                 | %  |
| -------------------- | -- |
| Karaiby Holenderskie | 30 |
| Holandia             | 28 |
| Stany Zjednoczone    | 12 |
| Francja              | 5  |
| Kanada               | 2  |
| Wielka Brytania      | 2  |
| Kolumbia             | 1  |
| Niemcy               | 1  |
| Wenezuela            | 1  |
| Pozostałe            | 18 |

## Transport
Na północ od stolicy wyspy znajduje się w 1946 r. otwarty port lotniczy Franklin Delano Roosevelt. Znajduje się tutaj również wybudowany w 1993 r. port morski. 

## Religia
Zgodnie z danymi statystycznymi za 2021 r.:
- metodyści – 24,8%
- katolicy – 23,3%
- niereligijni – 22,1%
- adwentyści dnia siódmego –  18,9%
- pentekostaliści – 3,2%
- ewangelikalni –  2,2%
- anglikanie –  1,7%
- świadkowie Jehowy – 1,2%
- inne religie – 2,6%

42,9% wiernych nie chodzi do kościoła wcale, bądź rzadziej niż raz w miesiącu.